# Sant Julià de Ramis
Sant Julià de Ramis is een gemeente in de Spaanse provincie Girona in de regio Catalonië met een oppervlakte van 18 km². Sant Julià de Ramis telt 3.455 inwoners (1 januari 2016).

## Demografische ontwikkeling
Bron: INE, 1857-2011: volkstellingen
Opm.: In 1972 werd de gemeente Mediña aangehecht